# ميتسوهيكو تسوبورايا
ميتسوهيكو تسوبورايا (باليابانية: 円谷光彦، بالروماجي: Tsuburaya Mitsuhiko) أو كما بالدبلجة العربية ميتسو هو أحد شخصيات مانغا وأنمي المحقق كونان من رسم غوشو أوياما.طالب في الصف الأول الشعبة "ب" في ابتدائية تيتان، وعضو في فريق المتحرين الصغار، ويتراوح عمره بين 6 و7 سنوات. يُظهر حبًا تجاه أيومي، لكن أيومي تحب كونان، مما يجعله يبدأ في تطوير مشاعر تجاه هايبارا أيضًا منذ الحلقة 212. تم تأدية صوته باللغة اليابانية بواسطة إكوي أوتاني، باستثناء الحلقات من 425 حتى 436 والفيلم العاشر، حيث أدت صوت الشخصية أي أوريكاسا.